# Megalithic Symphony
Megalithic Symphony är ett album av Awolnation, utgivet 2011.
"Sail", förstasingeln från albumet, nådde 30:e plats på Billboard Hot 100.

## Låtlista
1. "Megalithic Symphony" - 0:57
2. "Some Sort of Creature" - 0:26
3. "Soul Wars" - 3:37
4. "People" - 3:58
5. "Jump on My Shoulders" - 4:08
6. "Burn It Down" - 2:45
7. "Guilty Filthy Soul" - 3:33
8. "Kill Your Heroes" - 2:58
9. "My Nightmare's Dream" - 0:26
10. "Sail" - 4:19
11. "Wake Up" - 3:02
12. "Not Your Fault" - 4:02
13. "All I Need" - 3:37
14. "Knights of Shame" - 14:56